# Rev-9
Rev-9，是一個虛構的機器人殺手，出自《终结者》系列电影，在《終結者：黑暗命運》中是魔鬼終結者系列的第六代，是拥有纳米液态技术以及超合金战斗骨架、能够分身为液态与固态的机器人。在片中Rev-9由蓋布瑞·盧納飾演。

## 概述
Rev-9在《终结者：黑暗命运》電影中是由魔鬼軍團所打造之終結者系列的一個型號，前身是Rev-7，沿用其前身的設計，以液態金屬包覆合金骨架製作，作為終結者的本體為合金骨架的部分，必要時會將液態金屬的外層分裂出另一個個體以進行追殺任務。
在Rev-9外皮的液態金屬比Rev-7的再生速度更快，与T-1000一樣，能藉由碰觸他人而變成那個人的樣貌，被模仿的對象會被其終結，但Rev-9受打击的复原程度比T-1000快很多。如果碰觸到衣物，Rev-9也能在身上模擬出碰觸到的衣物。Rev-9同樣能像T-1000利用液態金屬將全身變化成刀刃的形狀進行攻擊，也能操作液態金屬的硬化進行防禦。
Rev-9內部的合金骨架設計採用中空的骨架構造以輕量化實現其高機動性的優勢，使其能夠在各種地形高速移動。因為其骨架構造的關係，在有外皮包覆的情況下，難以察覺或攻擊它的要害。
Rev-9在滲透人群的能力上相當優秀，與他人對話態度有禮且幽默，然而這並不代表它理解人類的感情，而只是為了讓對方放鬆戒心的行為。一旦認定對方會阻礙它完成任務就會終結該對象。Rev-9能夠駭入各種電腦系統以利用裡面的資源來達成它的任務目標。
Rev-9的弱點在於近距離使用電磁脈衝能夠燒毀其神經元，其液態金屬外層與T-1000同樣承受不了能讓其融解到無法定型的高溫。由於輕量化實現高機動性的關係，本體的輕合金骨架與液態金屬外皮分裂後在近戰上沒有天網開發的T系列般強悍，但肉搏戰實力仍在人類之上。一旦對手有能壓制Rev-9的力量或人數的話，Rev-9會選擇不分裂進行戰鬥。